# Leopold Jacoby
Leopold Jacoby (* 29. April 1840 in Lauenburg i. Pom.; † 20. Dezember 1895 in Zürich) war ein deutscher sozialistischer Lyriker.

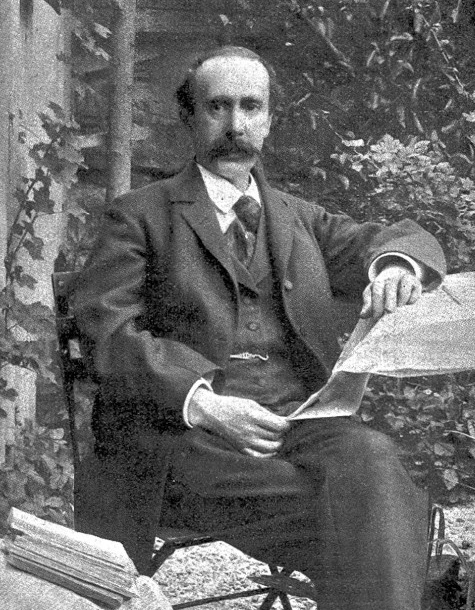
Leopold Jacoby

## Leben
Leopold Jacoby war der Sohn eines jüdischen Religionslehrers und Kantors. Bis 1862 lebte er in bescheidenen Verhältnissen in Danzig und absolvierte das Gymnasium zu Danzig. Mit 22 Jahren zog er nach Berlin und studierte dort Medizin, Zoologie, Geschichte und Philosophie. Er verdiente sich seinen Lebensunterhalt als Sekretär im Büro des Abgeordnetenhauses und später dann als Stenograph und Berichterstatter der Kölnischen Zeitung. Ab 1863 arbeitete er für die „Oldenburger Kammerkorrespondenz“ und berichtete zwölf Jahre von den Geschehnissen des preußischen Landtags.
1867 promovierte er in Halle und 1870 schloss er sein Studium der Medizin in Marburg ab. Während des Deutsch-Französischen Krieges arbeitete er als freiwilliger Krankenpfleger. Die Kriegszeit prägte ihn in politischer Hinsicht und ließ ihn zum überzeugten Sozialisten werden. Nach dem Krieg arbeitete er erneut als Stenograph im preußischen Parlament. 1877 wechselte er wegen zoologischer Studien nach Triest. Nachdem einige seiner Schriften durch das Sozialistengesetz verboten wurden, ging er 1882 in die Vereinigten Staaten ins Exil. In Cambridge arbeitete er bis 1888 als Privatdozent und kehrte dann nach Europa zurück. In Mailand hielt er als Privatdozent Vorlesungen über deutsche Literatur und Sprache. 1892 siedelte er nach Zürich über und verbrachte dort, unterstützt von seinem Freund Karl Henckell, seine letzten Lebensjahre.
Jacoby wurde auf dem Friedhof Rehalp bestattet. Sein Grab ziert eine von Louis Wethli angefertigte Marmorbüste.

## Werke
- Jugenderinnerungen aus Pommern und dem alten Pommerellenlande. 1864.
- Weinphantasien. 1869. digital
- Es werde Licht. 1871; 2. Auflage: 1873, verboten von 1878 bis 1890 (aufgrund der Sozialistengesetze); 4. Auflage: 1893. digital – 2. Auflage: archive.org  – 3. Auflage: urn:nbn:de:kobv:109-1-14326911
- Die Idee der Entwicklung. 1874/1876. 2. Auflage: 1886; Textarchiv – Internet Archive
- Das Lustspiel. 1870.
- Über die Nachahmung von Naturstimmen in der deutschen Poesie. 1880.
- Der Uhrmacher von Danzig. 1880.
- Ein Ausflug nach Comacchio. 1881. Abdruck eines Teils in: Oesterreichische Lesehalle, 1. Jahrg., Mai 1881, Nr. 5, S. 63–69; Textarchiv – Internet Archive.
- Der Fischfang in den Lagunen von Comacchio nebst einer Darstellung der Aalfrage. 1881.
- Die deutsche Makame. 1883.
- Cunita, ein Gedicht aus Indien. 1885
- A. v. Droste-Hülshoff, Deutschlands Dichterin. 1889.